# Alexirhoe
Alexirhoe (grekiska Αλεξιρρόη) var en najadnymf i grekisk mytologi. Hon var dotter till flodguden Grenikos och var älskarinna till kung Priamos av Troja. Hon födde honom sonen Aisakos.